# Gangstar 2: Kings of L.A.
Gangstar 2: Kings of L.A. (tradotto dall'inglese: Gangstar 2: i signori di Los Angeles) è un videogioco, clone di Grand Theft Auto, sviluppato dalla Gameloft.
La versione in Java è stata distribuita nel novembre 2008, la versione per Blackberry il 5 agosto 2009 e quella per Nintendo DSi nell'agosto del 2010.
Il gioco parla di un gangster di nome Pedro e il suo amico Juan, che sono scappati dal Messico arrivando a Los Angeles per cercare soldi e potenza.
Un remake è stato pubblicato nel 2009 per iOS con il titolo Gangstar: West Coast Hustle, seguito a sua volta da Gangstar: Miami Vindication.
Il gioco contiene 75 missioni, 7 armi (10 se si contano anche le armi doppie e la pistola e silenziatore) 2 equipaggiamenti, 8 veicoli e 7 oggetti/merce + 30 oggetti segreti e 16 acrobazie segrete sparpagliate per tutta Los Angeles.